# أغنية الأرض
أغنية الأرض أو آرث سونغ (بالإنجليزية: Earth Song)‏ هي الأغنية المنفردة الثالثة من ألبوم مايكل جاكسون هيستوري : الماضي ، الحاضر والمستقبل الكتاب الأول، وهي الأغنية الخامسة من القرص الثاني للألبوم، أما موضوعها فيتمحور حول مشاكل البيئة ورعاية الحيوانات.

أغنية الأرض في الأصل كانت ستتضمن في ألبوم جاكسون السابق دينجرس لكن تم تأجليها إلى حين إصدار الألبوم الجديد. وهي من كتابة وألحان جاكسون بينما الإنتاج فكان منقسم بين دايفيد فوستر وبيل بوترل.